# Agua Tibia
Agua Tibia är en ort i Mexiko.   Den ligger i kommunen Siltepec och delstaten Chiapas, i den sydöstra delen av landet, 800 km sydost om huvudstaden Mexico City. Agua Tibia ligger 1 433 meter över havet och antalet invånare är 107.
Terrängen runt Agua Tibia är bergig västerut, men österut är den kuperad. Agua Tibia ligger nere i en dal. Runt Agua Tibia är det ganska glesbefolkat, med 50 invånare per kvadratkilometer. Närmaste större samhälle är Rancho Bonito, 2,1 km nordväst om Agua Tibia. I omgivningarna runt Agua Tibia växer i huvudsak städsegrön lövskog.